# La hora del dragón
La hora del dragón (titulada originalmente en inglés The Hour of the Dragon y publicada por primera vez entre 1935 y 1936 por la revista Weird Tales) es la única novela que el autor estadounidense Robert E. Howard escribió para su personaje de ficción Conan el Cimmerio. Sus otras veinte historias de Conan (cinco de las cuales fueron publicadas póstumamente) son, por su corta extensión, relatos y no novelas, aunque algunos de esos relatos sean más largos que otros. La novela se ambienta en la mítica Era Hiboria, un universo de ficción de espada y brujería creado por Howard, y narra cómo Conan, en el período de su vida en que ya es rey de Aquilonia, tiene que hacer frente a la invasión de su reino por parte de un reino enemigo vecino: Nemedia. El título de la novela se debe a que el dragón es el símbolo heráldico que figura en la bandera de Nemedia. En la bandera de Aquilonia figura el león, pero solo desde que Conan fue coronado rey puesto que Amra («león») es el sobrenombre que las tribus de los reinos negros le habían dado a Conan en los años en que éste practicaba la piratería junto a los piratas barachanos. «La hora del dragón» es por lo tanto la hora de Nemedia, el momento en que este reino enemigo de Aquilonia decide jugarse el todo por el todo para apoderarse de la hegemonía hiboria.

## Trama
Nemedia y Aquilonia son sin ninguna duda los dos reinos más poderosos de la Era Hiboria. Aunque Aquilonia sea militar y culturalmente superior, Nemedia ha sido siempre su enemigo hereditario y nunca ha abandonado el proyecto de vencer definitivamente a Aquilonia para alcanzar a su vez la supremacía sobre el resto de reinos hiborios. Conan ya ha alcanzado la madurez y es rey de Aquilonia cuando se desencadenan los sucesos en los que se verá involucrado en La hora del dragón: cuando el ejército nemedio irrumpe en las fronteras de Aquilonia con la intención de penetrar en el país y someterlo por la fuerza, el rey Conan decide encabezar sus tropas, como siempre lo había hecho hasta entonces. Sin embargo, en el momento de prepararse para la batalla, estando todavía en su tienda de campaña sufre de una parálisis repentina, que le impide moverse y desplazarse con normalidad, un mal extraño originado por una misteriosa magia negra enviada por Nemedia para impedir que el rey capitanee sus tropas en el combate. Junto con los principales generales de su estado mayor Conan se resigna a permanecer en la tienda mientras los dos ejércitos se libran batalla, pero Aquilonia es vencida y Conan, hecho prisionero, es enviado por los nemedios a los calabozos de Belverus, la capital de Nemedia. Una vez allí, Conan consigue escapar con la ayuda de Zenobia, una muchacha reducida a la esclavitud por los nemedios. El león de Aquilonia se abre entonces paso hacia el oeste con la firme intención de recuperar su corona y de vengar los ultrajes cometidos por el dragón de Nemedia.

## Historia de la redacción y de la publicación de la novela
En 1933 R. E. Howard experimentaba dificultades económicas y puesto que las aventuras de su personaje Conan empezaban a tener éxito decidió vender a sus editores el mayor número posible de relatos de Conan, aunque no se los publicasen todos. También pensó que estaría bien aumentar su número de relatos vendidos a otros editores dirigiéndose a los editores de Inglaterra y no sólo a los de Estados Unidos. Propuso entonces algunos de sus relatos de Conan, por correo, al editor inglés Denis Archer, de la compañía londinense Pawling & Ness Ltd. Éste le contestó a Howard por carta, diciéndole que sus relatos de Conan le habían gustado pero que desgraciadamente los lectores de Inglaterra eran sobre todo aficionados a la lectura de novelas, no de relatos. Archer decía también en su carta que estaría dispuesto a estudiar la posibilidad de publicar una historia de Conan si Howard tuviese alguna para ese personaje, pero escrita bajo la forma de una novela concebida en el mismo espíritu y estilo que en los relatos. Entre finales de 1933 y principios de 1934 Howard se dedicó a terminar algunos relatos de Conan para la revista estadounidense Weird Tales, pero a partir del Día de San Patricio de 1934 (el 17 de marzo), dedicó la totalidad de su tiempo y de sus esfuerzos a la redacción de una novela a razón, en los meses de marzo y abril, de hasta 5.000 palabras diarias todos los días de la semana. La novela se titularía La hora del dragón y estaría destinada a ser publicada en Inglaterra. El manuscrito de La hora del dragón fue enteramente redactado por Howard en los meses de marzo, abril y mayo de 1934 y enviado a Denis Archer el 20 de mayo de ese mismo año, pero al poco tiempo Pawling & Ness Ltd. acabó en bancarrota y la compañía que compró sus activos le devolvió a Howard el manuscrito en 1935. Howard propuso entonces la novela a la revista Weird Tales, que aceptó la publicación de la historia, aunque bajo la forma de una novela por entregas en cinco partes, publicadas en los números de la revista que iban de diciembre de 1935 a abril de 1936. La publicación completa de La hora del dragón concluyó apenas dos meses antes de la muerte de Howard, quien se suicidó de un disparo de pistola el 11 de junio.
Años más tarde, en 1950, la novela fue reeditada por la editorial estadounidense Gnome Press, pero bajo el título Conan the Conqueror (Conan el Conquistador). No fue hasta 1977 que la novela fue reeditada de nuevo con su título original, The Hour of the Dragon, cuando vio de nuevo la luz de la mano de otra editorial estadounidense, G. P. Putnam's Sons. En el segundo volumen de los tres que constituyen la edición crítica de los relatos de Conan, titulado The Bloody Crown of Conan, la novela ha sido publicada en 2003 con su título original The Hour of the Dragon, junto a otros dos relatos, The People of the Black Circle y A Witch Shall Be Born.
En castellano la editorial barcelonesa Ediciones Martínez Roca publicó esta novela en 1996 con su viejo título alternativo, Conan el Conquistador, mientras que timunmas, otra editorial de Barcelona, publicó su traducción de 2006 de la edición crítica con el título original atribuido por Howard, La hora del dragón.

## Adaptaciones
En 1974 la historia fue adaptada a cómic por Roy Thomas, Gil Kane y John Buscema, de la editorial Marvel Comics, en los números 1 a 4 de la colección Giant-Size Conan y también en los números 8 y 10 de otra colección, Savage Sword of Conan. En el caso del número 1 de Giant-Size Conan la historia era un capítulo de 25 páginas extraído de La hora del dragón. La intención inicial de la editorial era la de adaptar la novela a lo largo de los seis primeros números de la publicación pero el cuarto fue el último capítulo en ser publicado a todo color. La adaptación a cómic de esta historia fue pues concluida en los números 8 y 10 de los tebeos de la serie Savage Sword of Conan.
Existe un cierto número de audiolibros que retoman el texto original en inglés, incluyendo uno narrado por Morgan Saletta (2009-2010), publicado en inclusión del audiolibro SF Audio's Second Book Challenge. Existe otro narrado por Mark Nelson para LibriVox (2013).
La película de 1997 Kull el Conquistador está ligeramente basada en La hora del dragón, reemplazando a Conan por Kull pero conservando la trama central de un rey bárbaro que pierde su corona debido a las intrigas y maquinaciones de un malvado hechicero no-muerto.